# Dietmar Starke
Dietmar Starke é arquiteto e urbanista, co-conceituador do projeto Célula Urbana/Bauhaus-Dessau na favela do Jacarezinho. Este projeto é um segmento do Programa Favela-Bairro. Conceituador do "Plano de Visões Ecológicas" para a Cidade e a Região Metropolitana do Rio de Janeiro realizado junto ao Plano Estratégico - IPP / PCRJ (Instituto Pereira Passos / Prefeitura da Cidade do Rio de Janeiro) e a BAUHAUS- Dessau. 
Objetivo: 
"Não queremos construir apenas mais um projeto arquitetônico, queremos gerar perspectivas sociais e econômicas para os moradores daqui" disse o arquiteto, representante da Bauhaus no Rio de Janeiro. 

## Projetos

### Naves do Conhecimento
O sucesso das Naves do Conhecimento se deve as duas dimensões complementares e intrinsecamente conectadas. ( Arward- Achitizer 2015) 
A dimensão  gerada pelo  espírito de  inovação arquitetônica  e de vanguarda produzem um estranhamento pelos espaços criados que se transformam em uma fonte inspiradora  de um novo olhar  ético e estético para dentro da comunidade. Se antes o olhar da Comunidade desejante era sempre para fora, ela passa a olhar a sua própria comunidade como espaço de possibilidades.
Outra dimensão ou um outro olhar desejante é um espaço de inclusão social com acessos as novas tecnologias de (in) formação e comunicação causando impactos através dos projetos educacionais artísticos e profissionais onde de novo a comunidade tem seu próprio espaço de  possibilidade de inserção social e profissional.  

## Arquitetura e estranhamento
O estranhamento na arquitetura invoca essa percepção outra com o espaço, despertando vínculo e interação máxima. O interior das Naves do conhecimento trazem esse caráter aparente e inusitado, prevendo uma espacialidade instigante e reveladora, assim como seu próprio programa. As Naves do conhecimento tem como objetivo principal disseminar o conhecimento e educação. Colocando-se como um Centro Educacional e Profissionalizante. 